# 中井正広のブラックバラエティ
『中井正広のブラックバラエティ』（なかいまさひろのブラックバラエティ）は、2004年7月18日から2013年3月31日まで日本テレビ系列で毎週日曜日22:30 - 22:56（JST）に放送されたバラエティ番組で中居正広の冠番組。
通称は「黒バラ」（くろバラ）が正式（新聞番組表でもこの通称でクレジットされていた）で、他に「ブラバラ」がある（これを出演者がよく口にするが、テロップで×が付けられ、「黒バラ」に修正されてしまう）。サブタイトルの『〜nigra varieteo〜』（ニグラ・ヴァリエテーオ）とはエスペラントで「黒いバラエティ」を意味する。中井の「井」については、なぜ「中井正広」なのかを参照。

## 概要
番組開始当初のコンセプトは、毎回一つのテーマを追求する学習バラエティ。様々な発明品の裏話や制作秘話と、それらを生み出す、世の常識を超越した“ブラックマインドを持つ”社長を、1970年代・1980年代のアイドル歌謡、ジャパニーズ・ポップスなどに乗せて紹介していた。教育番組としての評価も高く、開始半年後にはPTAが選出する「子供に見せたい番組」の中に選出されたこともあり、成功した番組といえる。
番組開始当初のメイン企画は「日本のしゃっちょさん」シリーズと、番組内の雑談から誕生した企画である「黒（ぶら）ワザご飯」で、「ウラ技cooking」のパロディなどのシリーズだったが、その後は普通のバラエティ番組同様、MCや準レギュラー、ゲストが中心の番組体制となった。
特番などでの放送休止も少なく、放送回数は2010年8月1日に300回を突破した。
2011年10月2日放送分からモノラル放送（モノステレオ放送）からステレオ放送となった。

## 番組の終焉とその後
2012年7月22日で放送400回を突破し、2013年3月31日に最終回を迎えた。その際には番組終了時になって「次回に続く…と思ったのですが、次週以降放送枠がないことに気付いてしまったのです。」と告知され、「そういえば今日が最終回でした」というテロップが出る中、出演者による締めのコメントなどのないまま終了した。末期でも視聴率は悪くなかったようだが、終了は中居の日程の都合によると言われている。これにより前番組『ワカチュキ』（初期には『別れてもチュキな人』）から日テレ日曜夜10時半の枠に続投していた中居は、10年5カ月程度でこの枠から姿を消した。
その後の放送予定について、中居は「楽しみにしていてほしい」と雑誌のインタビューで語っていたものの、その後の放送は無く、既に公式HPが削除されており、また、翌2014年には番組放送当時の総合演出である村上和彦が日テレを退社している。
一方、番組終了から9年経った2022年8月19日放送分の『中居正広の金曜日のスマイルたちへ』（TBS系）に中島が出演し、中居と11年ぶりに対面。パネラーには常連ゲストだった石原・勝俣も揃い「黒バラ」が復活し、局の垣根を超え当時の映像が放送された。また、この回のみ中居も「中井」名義で進行。
2023年5月8日放送分の『証言者バラエティ アンタウォッチマン!ゴールデン 石原良純SP』（テレビ朝日系）に、中居が石原良純の証言者としてVTR出演した際に、映像提供:日本テレビで、石原良純が出演した当時の映像が放送された。

## 番組の特徴
番組の進行
初期はスタッフが出演者陣をおいてけぼりにしてVTRを進行しており、MCの2人も困惑する場面が多々見受けられたが徐々に出演者陣の方が番組を掻き回す形式になっていった。
出演者などがインタビューや収録中に語ったところによると、台本はあるものの紙1枚しかなく、そのうちセット見取り図が2つを占め、進行に関しては本当に僅かしかなく、基となる企画の概要以外のトークや演出、小芝居などは全て出演者任せという非常に自由な番組となっている。当然スタッフの想定したとおりに行かないことも多く、トーク企画では7つトークテーマを用意していたにもかかわらず2つしか消化できなかったこともある。
上記の通り基本はほぼノープランのため中井や勝俣の暴走により企画が前に進まなかったり違う方向へ向かってしまうこともよくある。また、プールを使う企画では女性アイドルにセクハラしたりポロリするなど2000年代以降では中々できない（良く言えば昭和の番組のノリ）ことも行う。
スタッフのミスも多く、野球モノマネに中田英寿を入れたり（意図的）、ペナルティを決定する抽選ボックスに当たりを入れる（本当に入れ間違いを犯す）などを起こし、それらも撮り直しなどせず全てOKとなるため「スタッフも馬鹿」と言われることもある。
また、収録が大幅に伸び、出演者が（次の仕事へ向かうため）途中退出することも多く、その場合もテロップ及びナレーションで簡潔に説明され何事もなく収録が再開するため、出川が「この番組は自由出勤か!」と突っ込んでいる。
B級番組
本番組は派手で出演者も豪華、人気や知名度もある「A級番組」と対比し、自番組を「B級番組」、中井を含む出演者を「B級出演者」と称している。ただし、中井のアイドル性をフィーチャーする場合は「A級アイドル」「国民的アイドル」と紹介する場合もある。また、若手芸人や無名の芸人はさらに「C級D級芸人」という呼び名でひとくくりにされる。
ブラックワイドショーとの関連
本番組は2002年に同系列で土曜深夜に放送されていた『ブラックワイドショー』のチームが主要メンバーとして制作を担当している。スタッフ構成やコーナー内容、不規則な字幕の打ち方、BGMの選曲等々に「ブラックワイドショー」のカラーが色濃く残っている。
演出
出演者の発言はほぼ全てふきだしで表示されており、出演者の発言に対する字幕はほとんど出していない。ナレーションにもほとんどテロップを出すため、文字多重放送（同時ネットで放送している地域のみ）の字幕は極稀なふきだしのない時のみ使用されている。
VTR中は出演者がワイプ表示されるが、一般的な番組と異なりVTRの四隅（中居は右上、中島(不在時は代理司会者もしくはゲスト)は左上、ゲストは左下と右下）に表示されるため、すべての出演者がVTRを見る様子が映し出される。
出演者の発言や行動に対し、「へー」「どうした？」「そうだよね」「まあまあ」など日常会話のようなツッコミ、合いの手がテロップで入ったりする。
ワイプ画面内の出演者の発言がうるさいとき、放送上の問題があるとき、その後の番組展開上のネタバレ発言がある時などに、「おだまり」というテロップが表示され、白い四角に赤い×印が口に付けられ、その間の音声は消去される。
当初はスタッフの身体や声を流さない編集（カマピーやチックルなどのキャラクターで身体や声を隠す）、もしくは覆面を被ってスタッフが判別できないようにしていたが、徐々に普通に顔を出すようになった。
各不適切な発言、個人情報に人面石くんの効果音が掛かることがある。
収録方式
収録方式はほぼ撮って出しになっており、1企画に2～3週分収録×2本撮りと1回でおおよそ4～6週分の取れ高ができてしまう。そのため収録間隔が月に1回、2か月に1回となることも多い。特にロケ企画では6週～9週に渡り放送するため、そのあとの収録では中井が「スタジオに来るのが久しぶり」とコメントすることが多い。2010年の放送は51回に対し、収録はわずか10回（おおよそ1回につき5本撮り）であった。ちなみに中井曰くかなりの低コスト番組のため日テレ内で賞をもらったとのこと。
件（くだり）
時折企画の途中で脱線し、出演者通しで小芝居やいじりが行われることがある。これらを番組では「○○の件（くだり）」と呼んでいる。最初に命名したのは石原。途中で突発的に行われることもあれば、企画通しての方向性を決めることもある。また、これらの件のせいで企画が前に進まないことも多い（たまに中井は収録回数を減らそうと1つの件にできる限り時間をかけることがあるが、編集で5分程度にまとめられることが多い）。
BGM
BGMには、ブラックワイドショーからの流れで各種「律動体操」「テコンドー体操」など、北朝鮮にて作成された楽曲などを使用していたが、後に主にJ-POP（特に懐かしの歌）・ロボットアニメ（「ゲッターロボ!」など）・特撮（「ミラーマンの唄」「ウルトラセブンの歌」など）などの主題歌を流すようになった。また、回によってはMAXやBOØWYといった特定グループや特定ソロミュージシャンの曲ばかり使うこともある。
また、ナレーターによる短い解説が行われる時に、藤井一子の「チェック・ポイント」（1986年7月25日発売、来生えつこ作詞、筒美京平作曲、新川博編曲）が流れる。
冒頭のダイジェストでは、ブラックにちなんでかローリング・ストーンズの「黒くぬれ!」を長年使用している。この曲は以前ビートたけしがフジテレビ深夜に出演していた『北野富士』のオープニング曲として毎週使用されていた。
キャラクター
番組初期はカバンレポーターの「タンジェントくん」とものしり主婦の「かずえ」が実質的な進行を務めていたが、著作権問題により軍手レポーターの「クレッシェンドくん」とものしり姉さん女房の「ゆかりん」に交代している。
番組内で紹介・作られたキャラクターもレギュラーになることが多く、「人面石くん」やちくわの「チックル」、カマボコの「カマピー」などが出演している。
節目の放送回とその日の学習テーマ
- 第001回 2004年7月18日 「たれびん」
- 第100回 2006年7月23日 「蕨・駒込どっちのPR大使が大事? 前半 & バチンコファイトクラブ」
- 第200回 2008年8月03日 「BUMON式オリンピックあれやこれや編　其の弐 & ピーッ駅員・オリヌ・ピッグ」
- 第300回 2010年8月01日 「浩二さんvs具志堅さん　夢のゲーム対決　其の参」
- 第400回 2012年7月22日 「打倒ジャイアンツ! 前へ前へ大運動会 其の弐」

その他
2010年4月11日放送分では番組の最後に本番組にも度々出演し4月7日に急死した木村拓也の本番組出演時の場面をバックに木村を追悼した。
公式サイトでは過去の学習テーマが見られるが2009年8月9日放送分が「第弐百四拾六五回」となっているため実際の放送回数と合わなくなっている（それ以後はちゃんと元に戻っている）。

## なぜ「中井正広」なのか
番組タイトルの表記は「中居正広」ではなく「中井正広」である。これにはわざと「中井」と表記することで、他番組とは違う中居正広を見てほしいという意味が込められている。番組開始最初のトークはこの「“い”が違う」ことに関してのツッコミだった。
番組開始当初は番組内の表記は全て「中井」だったが、しばらく経つと出演者クレジットとセリフの吹き出しだけは「中居」となった。しかし、東新橋ブラックシャーク団一派（下記参照）からは未だに「中井さん」と呼ばれ続けている。その度に中居が「“い”が違う」とツッコみ、テロップで「まぁまぁ」となだめたり、「そうだっけ?」としらばっくれるのがオープニングの恒例となっていた。後にこの場面が少なくなったこともあり、基本的には触れなくなった。
フジテレビ系列『笑っていいとも2005 春の祭典SP』では上野樹里が「中井さん」と答えをボードに書き「『ブラックバラエティ』かよ」と中居が突っ込み、2009年1月5日放送の同じくフジテレビ系列『中居正広の(生)スーパードラマフェスティバル』内「インスタント30秒劇場」（各チームの代表者1名が「ooでooがooした」などの出題されたキーワードをヘッドホンをしたまま他メンバーによる30秒の演技を見て、キーワードを当てる企画）で『ヴォイス〜命なき者の声〜』チームの瑛太が「中居正広がカラオケでエド・はるみとデュエットした」が正解なところを「中井さんがカラオケでグー（エド・はるみの持ちギャグ）をした」と表記解答（誤表記）し不正解となった。直後、中居のジャニーズ事務所の後輩で「30秒劇場」で中居役を演じた生田斗真が瑛太に「いが違うよ」と指摘し、中居が瑛太に「ずっと『ブラックバラエティ』やってるわけじゃないから」となだめていた。

## 出演者
名目上はMCおよびゲストを「西湘ホワイトメイツ」、キャラクター・スタッフを「東新橋ブラックシャーク団」と呼ぶが、番組内ではほど言及されなかった（公式サイトでは出演者・キャラクターをこの名で分けていた）。ほとんどのゲストは1回の収録（2本撮りなので2企画）にしか出演しない。中にはほぼ毎週出演するゲストもいれば、不定期に継続的に出演するゲストもいた。
なお、東新橋ブラックシャーク団の「東新橋」とは当番組の制作局である日本テレビの本社の住所である東京都港区東新橋一丁目（通称・汐留）を指す（ただし、収録は千代田区二番町の日本テレビ麹町スタジオで主に行われる）。また、「西湘」はMCである中居の出身地である藤沢市周辺を差す。
中居を始めとして一部出演者は番組内で発生した呼び名（竹山の「さいとう」や嶋の「イベ兄」など）や、番組側がわざと間違えた呼称で表記される。極端な例ではますだおかだの増田英彦は「まえだしまだの吉田さん」、岡田圭右は「ストップたかださん」に改変された。
所属ユニットは全て放送当時のものである。

### 西湘ホワイトメイツ

#### MC
- 中居正広（SMAP）（この番組では中井正広名義）

番組のメインMCだが、進行は基本的に中島が担当するため番組内ではゲストと雑談したり、やる気がなかったり、幼少期の話をしたりと他の番組では滅多に見られない行動をしていた。また、「米に合うおかず」で、幼少期に父の給料日前にはおかずが無かったが、成長期であり兄弟も男だけであり食べ盛りだったために、兄が米に水道水をかけて食べたのを真似して食べていたという『水かけご飯』を披露し、共演者を驚かせた。他にも、ガス代や水道代を浮かすために父と一緒に冷水のシャワーに寒い時期でも入っており、父が寒がりながら「ヒロちゃん！ヒロちゃん！」と呼んでいたことを笑顔で話していた。野球選手のモノマネが得意。「野球選手クイズ」では抜群の正解率を誇る。番組内で地元の高校の先輩である嶋とよくつるんでいた。嶋・鈴木・若槻と共に「4兄弟」と一括りにされる（次男・2番目）。

#### 進行
- 中島知子（オセロ）

番組内では「知ちゃん」と呼ばれる。初回より中居とともに進行を行うが、体調不良により2011年5月8日放送分より休養。復帰することなく2012年2月上旬に降板となった。基本的には敬語で、暴走する中居や共演者のストッパー的な存在だが、時々自分も暴走していた。かずえに暴露された高校時代の写真がVTRや企画に登場し、その度にネタにされていた。中居や石原たちとの旅行では昼寝中に全員寝たらテレビ的につまらないため、じゃんけんで負けて1人で起きている羽目になるが、暇なため折り紙をしながら特技の詩吟を歌っていたために他のメンバーに怒られた。オセロ名義で歌った「おやすみ」が番組内でしょっちゅう使われ、歌わされるのを拒否し続けていたが企画内で遂に歌うハメになった。
- 松本志のぶ（2011年5月8日～5月29日、10月2日～16日放送分）
- 菅谷大介（2011年6月26日、9月11日放送分）
- 森麻季[注 4]（2011年8月7日～9月4日、2012年1月29日、2月5日放送分）
- 佐藤良子（2012年2月26日、3月11日放送分）
- 上重聡（2012年3月25日～4月1日、6月10日～24日、7月15日～ 放送分）
- 辺見えみり（2012年4月15日放送分）
- 嗣永桃子（Berryz工房）（2012年6月10日～24日放送分）
- 藤井恒久（2013年2月10日～17日､3月10日～17日放送分）

#### 準レギュラー
上記の通り確固とした準レギュラーの定義や認定などはないが、ここでは多くの企画で出演した人物とする。
- 勝俣州和

中居に対してよく『BANG! BANG! バカンス!』を歌っていた。中居が大食いしてお腹が出てきた際に勝俣が歌い出すと、中居がそれに乗って歌いながら自らの腹を露出して叩くため、中島に「（歌を）ふらんといて！」と怒られていた。その際に中居の腹にはモザイクがかけられていた。テロップで「短パン」「半ズボン」と呼ばれることがある。「前向きな人がいい」という要望から嶺鶯PR大使を務め、番組内で積極的な売り込み策を多数発表した。幼少期になめ茸の空き瓶や梅干しの空き容器にご飯を入れて食べていたことを明かし、黒ワザご飯ベースボールのコーチに任命される。両手を大きく広げながら「広がってくのよ」と言ったため、中居によく真似されていた。
- 伊集院光

食べ物系の企画によく参加するが、メタボリック症候群で医師や妻に注意されているため、大食いには参加せずギャル曽根のアシスタントをしていた。本人も「普通逆だよね？」「こういう企画で食べない俺ってつくづくデクノボウもいいとこだな」と番組出演を心配していた。 中島と妻が仲が良いため、中居よりも中島に話しかける方が多かった。中島・土田（・出川）と同じツッコミ役で、特に企画の異常性を疑問視することが多かった。防犯のために使われる「サスプラ」という商品でピッタリ体がハマってしまい抜けなくなった事がある。
- 竹山隆範（カンニング竹山）

番組内では「カブトムシさいとう」「さいとう」と呼ばれ、他の出演者が「竹山」と口走るとテロップで×印がつけられ訂正される。このあだ名が縁になって『伝染るんです。』のアニメ版･実写版の「カブトムシ斎藤さん」を演じることになった。石原・出川と並ぶイジられキャラで、常に何かしらちょっかいをかけられキレていた。通常の企画ではVTR中にタンジェントくん・クレッシェンドくんに「さいとうのバ〜カ」と言われる。斉藤さんのドラマに観月ありさの相手役として出演したり等の俳優活動が多いことから、A級タレントとされ卒業勧告されたこともあった。薄毛イジりをされることが度々あり、「ピーッ駅員・オリヌ・ピッグ」では薄毛の頭の上にハゲヅラを被らされていた。
- 嶋大輔

番組内ではその体格から「イベリコ兄貴」「イベ兄」「イベ嶋」と呼ばれ、言動や行動などことある毎に「ブヒッ」という効果音を入れられる。本人はそれが不満そうであったが、自身への豚イジりと「琉球島豚アグー」とを掛けたクレッシェンドくんの「嶋さんが豚じゃなくて豚が島産？」という発言には「面白い」と爆笑していた。番組内の企画でバランスボールを披露したり、ダンスを練習したりと体を張っていた。中居の高校の先輩にあたり、中居が憧れていたツッパリファッションの一種「コブラ」を穿いていたことから尊敬の眼差しで見られる。VTR中に多用される「あ～ん」という効果音がお気に入りで、度々反応している。大の中日ファンであり、野球モノマネクイズでは中居に次ぐ高い正答率を誇る。企画には何事にも真面目で一番大変な役割をさせられていたり、中居や鈴木が喧嘩し始めると「うるさい！仲良くやれよ！」と注意していた。出前が速い「松月庵」と食品機械のスピード対決では、沢山注文したために5850円の代金を支払わせられる羽目になったが、玉袋筋太郎が「1万円でね、お釣りはいらねえなんつって」と口走ったことでそのまま1万円を渡す男気を見せた。中居・鈴木・若槻と共に「4兄弟」と一括りにされる（長男・1番目）。降板したためか、番組後期は出演が無かった。
- 出川哲朗

「ピーッ駅員・オリヌ・ピッグ」では「栗中のトビウオ」を自称していた他、一時期「ヨシダさん」「ヨシダマセキ」と呼ばれていたことがある。石原・竹山と並ぶイジられキャラだが、他の番組に比べるとイジられることが少ない。まともな発言やツッコミ役に回ろうとすることが多かったが、スタッフ・出演者（主に中居）に嵌められることも多く、結局は酷い目に遭う。中居によく、故人扱いされていた。
- 土田晃之

中島・伊集院（・出川）と並ぶツッコミ役。企画に対し冷静にツッコミを入れるが、基本は真面目に取り組んでいる。他の出演者から「つっちー」と呼ばれるため、テロップ・ナレーションでも「つっちー」と表記されていることがある。不良時代の写真がしょっちゅうVTRに登場し、中居に「不良なんですか？」と聞かれていたが、その度に「普通のいい子です」と否定していた。サッカー好きなためか初めは中居の野球モノマネクイズにあまり乗り気ではなかったが、いざやってみると実はプロ野球選手に関する知識も豊富で、何度も正解し楽しんでいた。
- 鈴木紗理奈

なんでも好奇心旺盛で、VTRをじっくり見ていたり、企画に喜んで参加していた。身体が柔らかい。九九に挑戦したBUMON式では、平仮名で書かれた７の段 を答えられなかった挙句「じゅにんに（12の段）」という新しい九九を生み出してしまい、見事「○○」と認定された。中居とよく喧嘩しており、嶋に注意されてしまい、普段もお兄ちゃんっ子なため怒られたショックで「お兄ちゃん怒らんといて〜！」と涙目になっていた。嶋・中居・若槻と共に「4兄弟」と一括りにされる（長女・3番目）。
- 若槻千夏

主にクイズ系や記録測定系の企画に出演。企画に対し積極的に取り組んでいた。九九に挑戦したBUMON式では、平仮名で書かれた７の段を答えられず、鈴木同様「○○」と認定された。初期の企画では「タンジェントくんストラップ」や「タンジェントくんハンカチ」などの番組グッズを持っていて、出演者に見せる役だった。しばらく芸能活動を休んでから復帰した際に「この番組何も変わってない」と怒っていた。嶋・中居・鈴木と共に「4兄弟」と一括りにされる（次女・4番目）。
- 石原良純

番組内では主に「まゆ毛」と呼ばれ、竹山と並ぶイジられキャラの代表格。ほぼレギュラーだった。大抵酷い目に遭う。特徴のある動作には機械音のSE（番組内で紹介した「姿勢くん」の音）が付く。第1回～第260回（2009年10月11日放送分）までは準レギュラー出演。第369回（2011年11月27日放送分）/弱学王（2013年3月10日放送分）で、しばらくぶりにゲスト出演した。番組内で「なるとが好き」と発言したため、なると大使やカニかま大使他、多数の大使を兼任した（そのほとんどが練り物）。石原の発言で中居や中島たちと企画で旅行に出かけているが、石原だけが乗り気で他のメンバーは嫌そうな顔をしていた。中居に唆されて女性ゲストにセクハラを働くことが度々あり、その際は被害女性が石原を糾弾し、中居含め他の出演者が追及する小芝居が始まる。また、イベリコthe TベースボールやBUMON式などのクイズ系企画で、その明晰な頭脳が発揮されたときは「よくわからない力」と形容される。当時父親が都知事だったため、中居に「代々木公園のトイレにトイレットペーパーをつけるようお父さんに言っといて」と言われ「言っとく言っとく」と安請け合いし中居から「本当に言いそう」と言われた。また「区民税が高い」には「そんなの払いなさいよ」と言い退けた。
- ボビー・オロゴン

何故か常に他の著名人（主に黒人）と混同され、ちゃんとした本名で呼ばれることはかなり少ない。ビッグマウスで度々出演者に煙たがられると共に、中居に嵌められ酷い目に遭うことが多い。辛い物が苦手で騙されて食べ悶絶した際に、勝俣に「腕を回すと治る」と嘘を教えられ実践、何故か本当に治った。

### 東新橋ブラックシャーク団
本項では明確な名前があり、一度でもVTRに出演したキャラクターに限る（セットの観覧車に書かれているキャラクターは割愛する）。
- もの知り主婦 かずえ（声：杉本るみ）

VTRの進行役。世の中のことを何でも知っている主婦。ふくよかな体と気怠そうな低い声が特徴的。口や鼻から学習テーマになる事物を取り出すことがある。初期はVTRの合間で中島の幼少期や高校時代のエピソードを暴露することが多かった。2006年１月15日放送分で「肉体改造」に成功し、後述するゆかりんへと変身を遂げる。
- もの知り姉さん女房 ゆかりん（声：杉本るみ）

かずえが肉体改造により変身した姿。かずえとは大きく異なり、スリムな体と高いアニメ風の声が特徴的。さ行が「しゃ・し・しゅ・しぇ・しょ」になる。初期のころは「決定」を「ケテーイ」と言っていた。出演者に呼びかける際は、「中井しゃん中井しゃん」と必ず2回呼びかける。番組のVTRで結婚を発表（相手は7歳年下）。発表後しばらくは「もの知り新妻」と書かれ、その後は「もの知り姉さん女房」と書かれていた。
- タンジェントくん（声：垂木勉）

カバン型の番組リポーター。宮城県出身。普段はタンスの中で眠っており、仕事の際にジェット噴射で出発する。が、地上の移動は中肉中背のおじさんに運ばれる（タンジェントくんを持つおじさんを引っ張っている）。うぐいすの粉を顔に塗ったり、低温ローソクを顔にかけられたり、片瀬ゴマの原料である椿の木を探して海に飛び込んだり等、カバンとは思えないほど体当たりの取材も行う。将来の夢は野球選手になること。ダジャレ好きで、台詞の節々にダジャレを挟む。カバンなので頭の中に色々と物を入れることができる。時折顔や声・話し方が星飛雄馬やゴルゴ13風になる。取材先の社長やそれに準ずる役職の人に話しかける際「しゃっちょ（社長）さん」「ちょっちょ（町長）さん」と少し独特なアクセントで話しかける。初期の頃は語尾に「タンジェント」とつけ、「分かりましタンジェント」と言うことがあった。取材の中で印象的な言葉があった際には五七五調でまとめを行い、最後の言葉は必ず「タンジェント」とする。その際に背景には三角関数のタンジェントが表示されている。たまに「ダージェット」等と言い間違えられる。ある日突然「リポーターからキャリアアップするため、MBAを取得したいからバルト三国のどこかへ留学する」「探さないでください」という旨の置手紙を残し、2005年10月16日放送分で番組を降板した。
- クレッシェンドくん（声：垂木勉）

タンジェントくんの降板後、番組リポーターに就任した軍手型のリポーター。左手側。中居曰く「バイト」。ジト目が特徴。話し方や役割はタンジェントくんとほとんど変わらないが、タンジェントくんに比べダジャレを言うことが少ない。初期の頃はお願いする際に「見せてクレ」と言うことがあった。取材のまとめの際には最後に「クレッシェンド」と付け、本来の意味に合わせて「クレーッシェェェエンドォォォ！」と大声を出していた（背景には記号のクレッシェンドが映し出されている）。
- デクレッシェンドくん

2006年４月９日放送分の1度だけ出演。ゲストのマナカナを模した、クレッシェンドくんの双子。右手側の軍手。カナに合わせ、顔の向かって右側にほくろがある。
- コサイン（声：杉本るみ）

「黒バラ紳士録」のみ出演。三角の形をしたタンジェントくんの姉。中島曰く「アンニュイなお姉さん」。立ち回りはタンジェントくんとほぼ同じ。口癖は「コサインざます」「〜ざます」であり、会話の端々に（半ば無理矢理）挟み込む。タンジェントくんが行う取材まとめも同様に行い、最後のセリフは必ず「コサインざます」と言う。その際には三角関数のコサインが表示されている。
- トリオイ与作

「あ・石九博」のコンパニオンとして初登場。厳つい顔で片腕を挙げた人型の風船。何故か江戸っ子口調で、口癖は「〜でさぁ」。タンジェントくんやクレッシェンドくんを「タンジェント（クレッシェンド）のダンナ」と呼ぶ。新セットでは背景に大きく鎮座している。
- 人面石くん

秩父の「珍石館」で作られていた、最初の人面石のレプリカ。1000体以上ストックがあるため、VTR中でも複数体登場することが多い。発した言葉と実際の意味が大きく異なる「人面石語」を話す。その不可思議な言葉遣いと独特の声、何より見た目のせいで度々出演者には怖がられているが、BUMON式のロゴの「O」部分になっていたり、2004年12月19日放送「黒バラカップ全国凄くな〜い選手権大会」では優勝トロフィーに乗っていたり等、ほとんど番組の顔と言ってもいい出演頻度を誇る。タンジェントくんとよく遊んでいる。
- カマピー、チックル

それぞれかまぼことちくわがモチーフの、もともとは山口県のかまぼこ組合が製作したキャラクター。カニかまの回で登場して以来、BUMON式のオープニング等に出演している。カマピーは甲高い声していて語尾に「○○カマ」とつけ、チックルは台詞の節々にダジャレを織り込んでくる。
- ライコ

『雷鳥のライコ』というぬいぐるみ。石原がプライベートでの富山旅行の際に欲しいと思ったが結局買わなかったため、そのぬいぐるみが東新橋ブラックシャーク団に加入ししょっちゅうVTRに出演。「良純〜」と悲しげな声で呼ぶ。

### 声のみの出演
- 垂木勉 - 開始時・CM前の煽りナレーション、タンジェント君→2004年7月18日-2005年10月16日 クレッシェンド君→2005年10月23日-2013年3月31日など多数の男性キャラクターを担当
- 杉本るみ - 通常ナレーション、もの知り主婦 かずえ2004年7月18日-2006年1月8日→ゆかりん2006年1月15日-2013年3月31日→などの女性キャラクターを担当

## 番組テーマ曲
- 『クールな恋』 オーロラ三人娘（『巨人の星』で挿入歌・エンディング（エンディングは巨人の星【特別編】猛虎・花形満のみ）に使用されていた）
- 音編集の際には、編集所の近くにあるTSUTAYA六本木ヒルズ店にCDをレンタルに行っていた。

## ネット局と放送時間
| 放送対象地域   | 放送局名                  | 系列                           | 放送日時             | 遅れ       | 脚注                |
| -------------- | ------------------------- | ------------------------------ | -------------------- | ---------- | ------------------- |
| 関東広域圏     | 日本テレビ（NTV）         | 日本テレビ系列                 | 日曜日 22:30 - 22:56 | 【制作局】 | 【制作局】          |
| 北海道         | 札幌テレビ（STV）         | 日本テレビ系列                 | 日曜日 22:30 - 22:56 | 同時ネット | [ 注 22 ]           |
| 青森県         | 青森放送（RAB）           | 日本テレビ系列                 | 日曜日 22:30 - 22:56 | 同時ネット |                     |
| 岩手県         | テレビ岩手（TVI）         | 日本テレビ系列                 | 日曜日 22:30 - 22:56 | 同時ネット |                     |
| 宮城県         | ミヤギテレビ（MMT）       | 日本テレビ系列                 | 日曜日 22:30 - 22:56 | 同時ネット |                     |
| 山形県         | 山形放送（YBC）           | 日本テレビ系列                 | 日曜日 22:30 - 22:56 | 同時ネット |                     |
| 福島県         | 福島中央テレビ（FCT）     | 日本テレビ系列                 | 日曜日 22:30 - 22:56 | 同時ネット |                     |
| 山梨県         | 山梨放送（YBS）           | 日本テレビ系列                 | 日曜日 22:30 - 22:56 | 同時ネット |                     |
| 新潟県         | テレビ新潟（TeNY）        | 日本テレビ系列                 | 日曜日 22:30 - 22:56 | 同時ネット |                     |
| 長野県         | テレビ信州（TSB）         | 日本テレビ系列                 | 日曜日 22:30 - 22:56 | 同時ネット |                     |
| 静岡県         | 静岡第一テレビ（SDT）     | 日本テレビ系列                 | 日曜日 22:30 - 22:56 | 同時ネット |                     |
| 富山県         | 北日本放送（KNB）         | 日本テレビ系列                 | 日曜日 22:30 - 22:56 | 同時ネット |                     |
| 石川県         | テレビ金沢（KTK）         | 日本テレビ系列                 | 日曜日 22:30 - 22:56 | 同時ネット |                     |
| 鳥取県・島根県 | 日本海テレビ（NKT）       | 日本テレビ系列                 | 日曜日 22:30 - 22:56 | 同時ネット |                     |
| 広島県         | 広島テレビ（HTV）         | 日本テレビ系列                 | 日曜日 22:30 - 22:56 | 同時ネット |                     |
| 山口県         | 山口放送（KRY）           | 日本テレビ系列                 | 日曜日 22:30 - 22:56 | 同時ネット | [ 注 23 ]           |
| 香川県・岡山県 | 西日本放送（RNC）         | 日本テレビ系列                 | 日曜日 22:30 - 22:56 | 同時ネット |                     |
| 愛媛県         | 南海放送（RNB）           | 日本テレビ系列                 | 日曜日 22:30 - 22:56 | 同時ネット |                     |
| 高知県         | 高知放送（RKC）           | 日本テレビ系列                 | 日曜日 22:30 - 22:56 | 同時ネット |                     |
| 長崎県         | 長崎国際テレビ（NIB）     | 日本テレビ系列                 | 日曜日 22:30 - 22:56 | 同時ネット |                     |
| 熊本県         | くまもと県民テレビ（KKT） | 日本テレビ系列                 | 日曜日 22:30 - 22:56 | 同時ネット |                     |
| 大分県         | テレビ大分（TOS）         | 日本テレビ系列／フジテレビ系列 | 日曜日 22:30 - 22:56 | 同時ネット |                     |
| 鹿児島県       | 鹿児島読売テレビ（KYT）   | 日本テレビ系列                 | 日曜日 22:30 - 22:56 | 同時ネット |                     |
| 秋田県         | 秋田放送（ABS）           | 日本テレビ系列                 | 月曜日 24:53 - 25:23 | 8日遅れ    | [ 注 24 ] [ 注 25 ] |
| 中京広域圏     | 中京テレビ（CTV）         | 日本テレビ系列                 | 金曜日 24:58 - 25:28 | 12日遅れ   | [ 注 26 ]           |
| 近畿広域圏     | 読売テレビ（ytv）         | 日本テレビ系列                 | 月曜日 24:53 - 25:23 | 36日遅れ   | [ 注 24 ] [ 注 27 ] |
| 徳島県         | 四国放送（JRT）           | 日本テレビ系列                 | 木曜日 25:28 - 25:54 | 11日遅れ   | [ 注 28 ]           |
| 福岡県         | 福岡放送（FBS）           | 日本テレビ系列                 | 土曜日 25:20 - 25:46 | 13日遅れ   | [ 注 29 ] [ 注 30 ] |
| 沖縄県         | 琉球放送（RBC）           | TBS系列                        | 金曜日 14:55 - 15:20 | 12日遅れ   | [ 注 31 ]           |

### 過去のネット局
- テレビ宮崎（UMK、フジテレビ系列／日本テレビ系列／テレビ朝日系列。2008年4月17日で打ち切り[注 32]）

## スタッフ
- 構成 : クリタヤスシ、はっしー橋本、とちぼり元
- リサーチ : てれすこ、フォーミュレーション
- TM : 石塚功
- SW : 村松明
- CAM : 村上和正
- MIX : 今野健
- 音声 : 山田値久、亘美千子、藤岡絵里子
- VE : 石野太一、矢田部昭、鈴木昭博、山口考志
- 照明 : 平田丈、森田恵太郎、山内圭
- 美術 : 三浦昭彦
- デザイン : 道勧英樹
- タイトル : 安居院一展
- 編集 : 橋本竜也、川口達也、名雪健太郎、望月恵太、村田充、平池優太、朝日豊
- MA : 佐藤卓也、大田将一
- 音効 : 花岡英夫
- TK : 恩田明子
- デスク : 濱村吏加
- 広報 : 西室由香里（一時離脱していたが復帰）
- 美術・照明協力 : 日本テレビアート
- 技術協力 : NiTRO、ヌーベルバーグ、MIDGET、東京藤田工業、麻布プラザ
- スタイリスト : 富岡祥寿
- ヘアメイク : 山内勝博
- AP : 内田佳与子
- AD : 石橋浩二、遠藤隼人、柳川雄洋、小林裕樹、佐藤亮介、澤江智由喜、長富紗良、岡山眞也
- ディレクター : 瀬戸口晃、深沢博信、二神新、坂仲久恵、武藤和也、馬杉光
- 演出 : 中谷聡、さとうしゅう
- 総合演出 : 村上和彦（番組初期は監修）
- プロデューサー : 小澤太郎/ 杉田文彦、磯和伸明、岡村光洋
- チーフプロデューサー : 安岡喜郎
- 協力 : ジャニーズ事務所
- 制作協力 : いまじん、えすと、ビショップ
- 製作著作 : 日本テレビ

### 過去のスタッフ
- TM : 牛山雅博、勝見明久、伊東俊哉
- CAM : 中川昭生
- 照明 : 中瀬有紀、小川勉
- キャラクターデザイン : 山本峰規子
- デスク : 大黒紫
- 広報 : 神山喜久子
- 美術 : 林健一
- リサーチ : FULLTIME.CO.,LTD.
- 調査 : 松崎郁子
- スタイリスト : 伊藤紫
- ヘアメイク : 諏訪部留美
- AP : 糸井聖一、青木かおる
- AD : 先崎真耶、塚田純也
- ディレクター : 篠幸生、久木野大、岩佐学、林芳昌、齋藤雅美、石田直人
- プロデューサー : 環真吾、村手武治、行方久司
- チーフプロデューサー : 政橋雅人、染井将吾、鈴江秀樹